# ナヒモフスカヤ (小惑星)
ナヒモフスカヤ (5667 Nakhimovskaya) は小惑星帯の小惑星。タマラ・スミルノワがクリミア天体物理天文台で発見した。
19世紀のロシア海軍提督、パーヴェル・ナヒーモフに因んで名付けられた。